# Paramahamsa Nithyananda
Swami Nithyananda, noto anche come Paramahamsa Nithyananda (Tiruvannamalai, 1º gennaio 1978), è un religioso e predicatore indiano.
Maestro spirituale e mistico, è il fondatore di Dhyanapeetam, un movimento mondiale per l'educazione scolare e la meditazione, con sede a Bangalore, India. Nithyananda è diventato popolare attraverso la sua rubrica Aprite la porta, fate entrare la brezza sul settimanale Tamil Kumudam e presunti processi di guarigione spirituale. Nithyananda Swami ha un enorme seguito nel sud dell'India e la sua missione ha filiali in diversi paesi, compresi gli Stati Uniti, e seguaci in Europa, inclusi un certo numero di politici di alto profilo come Narendra Modi, il primo ministro del Gujarat e B. S. Yeddyurappa, l'ex primo Ministro del Karnataka e attori famosi del cinema indiano, come Vivek Oberoi e Juhi Chawla. 
Nel mese di aprile 2010, Nithyananda è stato arrestato per accuse su un presunto video che lo mostrava in una situazione compromettente con una donna. Nel giugno del 2010 è stato rilasciato. Il gruppo di persone presumibilmente coinvolte nella produzione e nel lancio del video, sono stati accusati da lui ma mai arrestati, mentre lui è ricercato perché non vuole affrontare le accuse e i processi ed è fuggito dall'India. Nel 2012, Swami Nithyananda è stato nominato dalla rivista Watkins' Mind Body Spirit (Corpo, mente e spirito) come una delle 100 persone più spiritualmente influenti nel mondo.
In seguito a denunce di stupro e rapimento, Nithyananda ha lasciato l'India e ha annunciato la fondazione di una nazione chiamata Kailaasa.

## Biografia
Nithyananda nasce come Rajasekaran nel gennaio 1978 nella città spirituale di Tiruvannamalai, in Tamil Nadu, resa famosa da maestri spirituali come Arunagiri Yogeshwara, Arunagirinathar, Ramana Maharshi e Yogi Ramsuratkumar. Ha studiato Yoga, Vedānta, Sidda, Tantra e altre scienze orientali metafisiche dal suo mentore Raghupati Yogi, Kuppammal, Annamalai Swami e altri. Secondo la sua biografia, ha avuto una intensa esperienza spirituale all'età di 12 anni e dopo lunghi anni di pratica errante e spirituale, egli dice di aver raggiunto, nel 2000, lo stato di illuminazione o beatitudine eterna - e da qui il nome Nithyananda (in sanscrito - Nithya (eterna) e Ananda (beatitudine) ). Nel 2003, ha iniziato a costruire il suo ashram (centro spirituale) Dhyanapeetam, in Bidadi vicino alla città di Bangalore, nel sud dell'India e il ramo americano di nome Life Bliss Foundation, con sede a Los Angeles.

## Insegnamenti
Gli insegnamenti di Swami Nithyananda, sono allineati con la scuola Advaita del pensiero di Sri Adi Shankara. Tuttavia, egli integra diverse correnti di pensiero induista-vedico nei suoi insegnamenti, compresi Jñāna, Bhakti, Yoga, Dhyana e Karma. Egli è principalmente famoso per le sue tecniche di meditazione e l'idea di Dhyana come mezzo per raggiungere ciò che egli chiama lo stato di Jeevan Mukti o Living Enlightenement. Egli lo definisce in termini semplici come vivere una vita senza conflitti. È ben noto per i suoi discorsi spirituali e ha dato conferenze sulle Scritture sacre, come i: Brahma Sutra, gli Yoga Sutra di Patanjali, i Shiva Sutra, i sutra Jain e la Bhagavad Gita.

## FondazioneLife Bliss
Swami Nithyananda ha sviluppato una vasta gamma di corsi di meditazione, catturando un ampio spettro di categorie di persone, che promuove presso i suoi centri attraverso dei programmi pubblici. Egli, ha seguaci in tutto il mondo e gestisce un certo numero di ashram sia in India che all'estero.. La missione, dice di portare avanti più di 1000 centri spirituali e templi in tutto il mondo, dei quali, i principali, sono a Bidadi, Tiruvannamalai e Los Angeles. Dal 2003, i seguaci di Nithyananda sono aumentati rapidamente, soprattutto nel sud dell'India e negli Stati Uniti. Vi è, tuttavia, una spessa variazione nei numeri ufficiali riferiti pubblicamente dal suo seguito, che vanno: da 2 milioni a 10 milioni di seguaci.

## Riconoscimenti

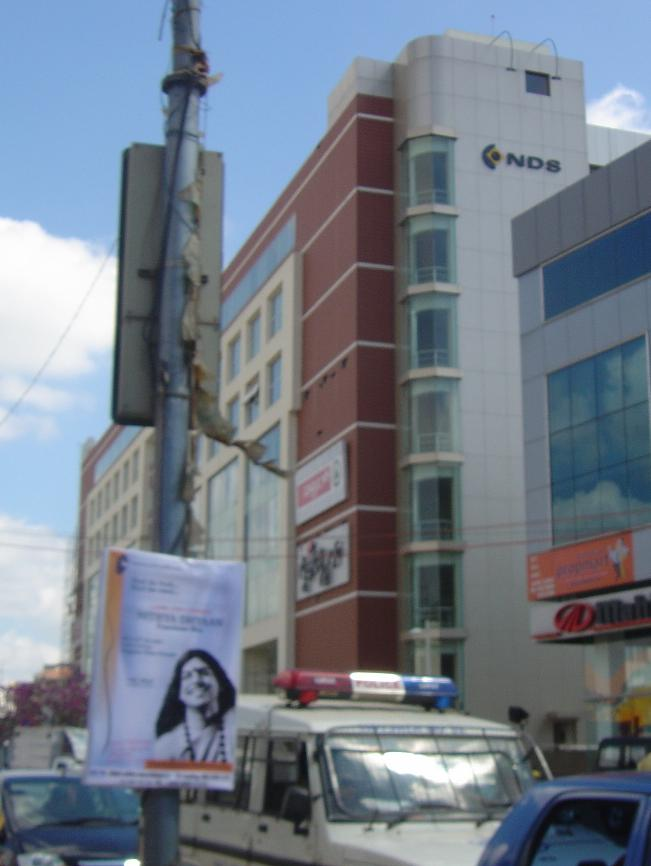
Swamy Nityananda's banner in Bangalore in 2008.

- Nel 2007, è stato eletto presidente della Hindu University of America, nota anche come l'International vedica Hindu University, un'istituzione degli USA, in Florida.[18]
- Nel 2012, Paramahamsa Nithyananda figura nella lista top Watkins delle 100 persone viventi più spiritualmente influenti nel mondo.[19]

## Controversie
In data 2 marzo 2010 il canale televisivo Tamil Sun News ha trasmesso un video che mostrerebbe Nithyananada nell'atto di abbracciare e baciare una donna mentre guardano la televisione. Ciò, ha provocato delle proteste al di fuori dell'Ashram durante le quali è scoppiato un incendio. Il sito web della Dhyanapeetam Nithyananda, definisce il video diffamatorio e "un mix di cospirazione, grafica e pettegolezzi". Il 4 marzo, Nithyananda ha presentato domanda in un tribunale civile a Chennai, per ottenere un provvedimento di blocco sulla trasmissione ulteriore di questo materiale video.
Swami Nithyananda è stato arrestato il 21 aprile del 2010 ad Arki, in Himachal Pradesh, (Bangalore); con l'aiuto della polizia di Himachal. L'interrogatorio è stato effettuato a Bangalore, dal della polizia di Bangalore.. L'11 giugno 2010, a Nithyananda è stata concessa la cauzione, ed è stato rilasciato dalla custodia giudiziaria dopo cinquanta giorni di prigione. Nel mese di ottobre 2010, il releaser del video che ha lavorato come autista di Nithyanda è stato arrestato dalla polizia Bidadi in diverse sezioni della IPC con l'accusa di aver diffamato Nithyanada attraverso la distribuzione del video. Successivamente, nel luglio 2011, l'ashram di Nithyananda ha presentato una denuncia contro la Sun TV Network, sostenendo che vi erano dei loro agenti dietro tutto ciò; il che, ha portato all'arresto del capo della Sun TV Operating Officer: Hansraj Saxena, e anche di altri.

## Opere
- Paramahamsa Nithyananda, Living enlightenment, Life Bliss Foundation, 2008, ISBN 978-1-60607-048-2.
- Paramahamsa Nithyananda, Guaranteed Solutions for Lust, Fear, Worry ..., Life Bliss Foundation, 2008, ISBN 978-1-60607-031-4.
- Paramahamsa Nithyananda, Meditation is for You: An Introduction to the Science and Art of Meditation, Life Bliss Foundation, 2004, ISBN 978-81-902437-4-2.
- Paramahamsa Nithyananda, Open the door... let the breeze in!, Life Bliss Foundation, 2004, ISBN 978-81-902437-1-1.